# (5217) Chaozhou
(5217) Chaozhou – planetoida z grupy pasa głównego asteroid okrążająca Słońce w ciągu 3 lat i 248 dni w średniej odległości 2,38 j.a. Została odkryta 13 lutego 1966 roku w Obserwatorium Astronomicznym Zijinshan w Xinglong. Nazwa planetoidy pochodzi od Chaozhou, historycznego chińskiego miasta. Przed nadaniem nazwy planetoida nosiła oznaczenie tymczasowe (5217) 1966 CL.